# Runcaria
Runcaria is een geslacht van uitgestorven planten die leefden in het Midden-Devoon. Het is geslacht is tot hiertoe monotypisch. Het omvat één soort, Runcaria heinzelinii.
Voor een beschrijving van het geslacht, zie aldaar.